# Даниел Калуя
Да̀ниел Калу̀я (на английски: Daniel Kaluuya, [ˈdænjəl kəˈluːjə]) е английски актьор.

## Биография
Роден е на 24 февруари 1989 година в Лондон в семейство от угандийски произход, като майка му го отглежда сама. От детска възраст се занимава с импровизационен театър, от 2006 година се снима в телевизията, а след това играе в театъра и киното. Международна известност получава с участията си във филми като „Бягай!“ (Get Out, 2017; номинация за „Оскар“ за най-добра мъжка роля), „Черната пантера“ (Black Panther, 2018), „Вдовици“ (Widows, 2018), „Юда и черният Месия“ (Judas and the Black Messiah, 2021; „Оскар“ за най-добра поддържаща мъжка роля), „Не!“ (Nope, 2022).

## Избрана филмография
- „Джони Инглиш се завръща“ (Johnny English Reborn, 2011)
- „Сикарио“ (Sicario, 2015)
- „Бягай!“ (Get Out, 2017)
- „Черната пантера“ (Black Panther, 2018)
- „Вдовици“ (Widows, 2018)
- „Юда и черният Месия“ (Judas and the Black Messiah, 2021)
- „Не!“ (Nope, 2022)